# 김성민 (1981년)
김성민(한국 한자: 金成珉, 1981년 2월 6일 ~ )은 대한민국의 전 축구 선수이며, 포지션은 골키퍼였다.